# NGC 7774
NGC 7774 ist ein verschmelzendes Galaxienpaar vom Hubble-Typ E im Sternbild Pegasus. Es ist schätzungsweise 295 Millionen Lichtjahre von der Milchstraße entfernt.
Das Objekt wurde am 9. August 1886 von Lewis Swift entdeckt.